# Терек-Елі Джамісі
Терек-Елі Джамісі (крим. Terek Eli Camisi) — мечеть села Терек-Елі (Трипрудне) Сімферопольського району Автономної Республіки Крим.

## Опис
Село знаходиться за три кілометри від Сімферополя, переважна більшість населення, близько 700 осіб, становлять кримські татари.
Головний культовий заклад села — мечеть Терек Елі. Площа будівлі складає близько 400 кв.
Табличка перед входом арабською мовою повідомляє про час зведення мечеті. Дата — 1422 рік — вказана за мусульманським літочисленням, за Григоріанським календарем це 2001 рік.